# Польє-Піте
Польє-Піте (фр. Poliez-Pittet) — громада  в Швейцарії в кантоні Во, округ Гро-де-Во.

## Географія
Громада розташована на відстані близько 70 км на південний захід від Берна, 12 км на північ від Лозанни.
Польє-Піте має площу 5 км², з яких на 9,3% дозволяється будівництво (житлове та будівництво доріг), 55,3% використовуються в сільськогосподарських цілях, 35,4% зайнято лісами, 0% не є продуктивними (річки, льодовики або гори).

## Демографія
2019 року в громаді мешкало 828 осіб (+20,7% порівняно з 2010 роком), іноземців було 13,6%. Густота населення становила 165 осіб/км².
За віковим діапазоном населення розподілялося таким чином: 24,9% — особи молодші 20 років, 61,6% — особи у віці 20—64 років, 13,5% — особи у віці 65 років та старші. Було 322 помешкань (у середньому 2,5 особи в помешканні).
Із загальної кількості 350 працюючих 37 було зайнятих в первинному секторі, 110 — в обробній промисловості, 203 — в галузі послуг.